# Hussards ailés polonais

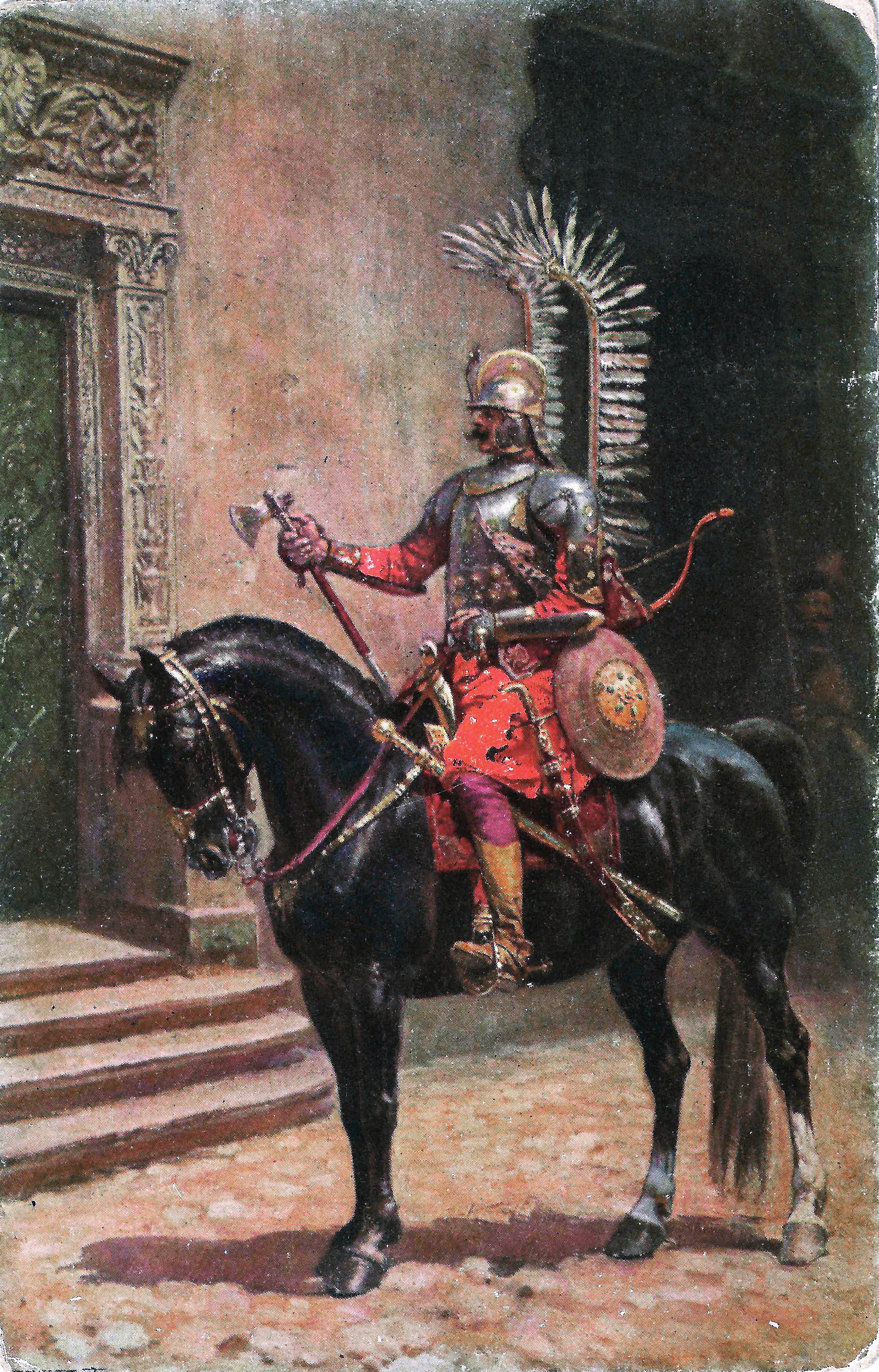
La Garde (tableau de W. Pawliszak.

Les hussards ailés polonais (en polonais : husaria [xuˈsarja]) étaient une formation de cavalerie lourde utilisée en République des Deux Nations de 1503 à 1702. Leur épithète est dérivée des grandes ailes arrière, qui étaient destinées à démoraliser l'ennemi lors de la charge. Les hussards constituaient l'élite de la cavalerie polonaise jusqu'à leur dissolution officielle en 1776.
La tenue du hussard était ostentatoire et comprenait une armure corporelle plaquée (cuirasse, spalière, bavière et brassards) ornée d'or, une bourguignotte ou un casque à queue de homard et des bottes ainsi que des armes polyvalentes telles que la lance, de longues épées d'estoc, des sabres, des pistolets, des carabines, des masses, des hachettes, des marteaux de guerre et des piques de cavalerie. Les hussards avaient en outre l'habitude de s'habiller dans des teints rouge et blanc et d'être ceinturés d'une peau d'animal tannée. Les ailes étaient traditionnellement assemblées à partir de plumes de rapaces, et le cadre était fixé sur l'armure ou la selle.
Les premiers hussards étaient des unités de cavalerie légère composées de guerriers serbes exilés qui étaient venus en Pologne depuis la Hongrie en tant que mercenaires au début du XVIe siècle. À la suite des réformes du roi Étienne Báthory (r. 1576-1586 ), l'armée polonaise adopta officiellement l'unité et la transforma en une formation de cavalerie lourde de choc, avec des troupes recrutées parmi la noblesse polonaise. Le hussard polonais diffère grandement des hussards légers et non blindés qui se sont développés simultanément en dehors de la Pologne.
La formation des hussards s'est avérée efficace contre les forces suédoises, russes et ottomanes, notamment lors des batailles de Kircholm (1605), Klouchino (1610) et Khotin (1673). Leurs prouesses militaires ont atteint leur apogée lors du siège de Vienne en 1683, lorsque les  hussards de Jean III Sobieski prennent part à la plus grande charge de cavalerie de l'histoire et repoussent avec succès l'attaque ottomane. Depuis leur dernier engagement en 1702 (à la bataille de Kliszów) jusqu'en 1776, date de leur dissolution officielle, les hussards désormais obsolètes furent rétrogradés à des rôles cérémoniels.

## Histoire

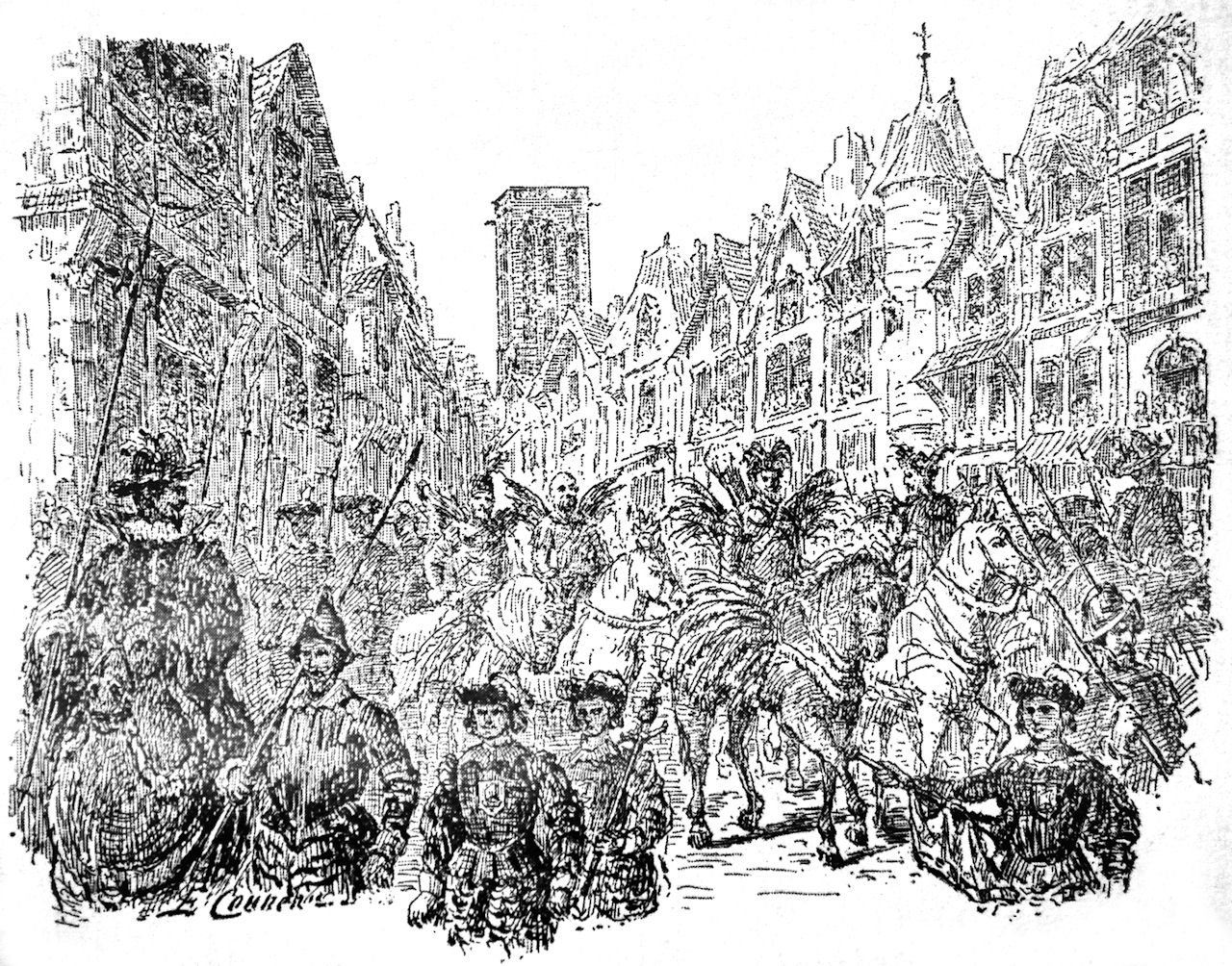
Entrée des délégués polonais accompagnés de hussards ailés à La Rochelle, en France, en 1573, après le siège de La Rochelle (1572-1573) et leur offrande du trône de Pologne au duc d'Anjou.

La plus ancienne référence aux hussards dans les archives polonaises remonte à l'année 1500, lorsque les Rasciens (les Serbes) étaient employés par le Grand Trésorier Andrzej Kościelecki pour servir dans l'armée royale polonaise. Il est toutefois possible qu'ils aient été en service bien plus tôt et que leur contribution n'ait pas été bien documentée. Alors que les raids ottomans sur la frontière sud-est s'intensifiaient, la « réforme rascienne » de Jean Ier Albert (vers 1500-1501) consolide le rôle d'un des premiers hussards dans les rangs de l'armée polonaise.

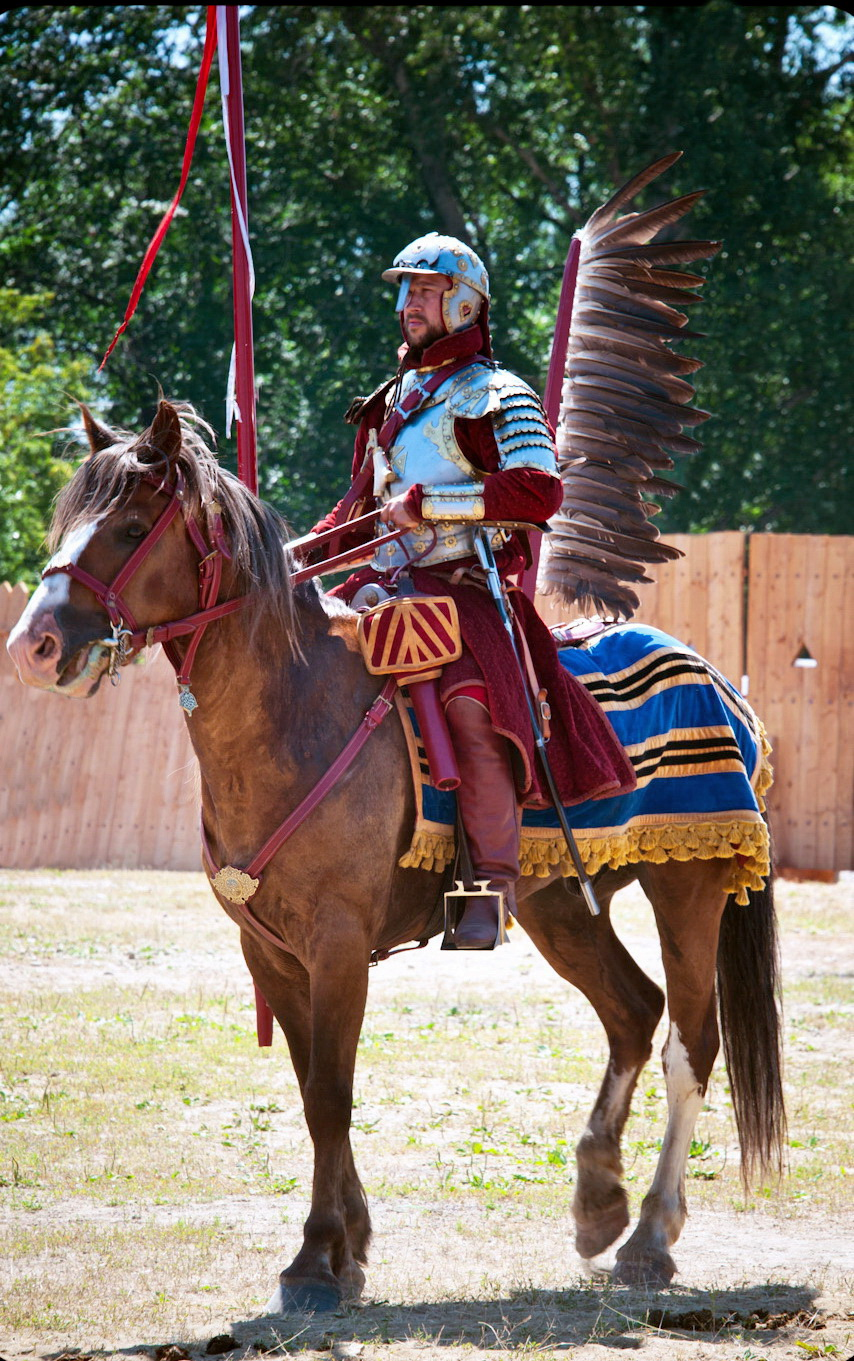
Reconstitution historique d'un hussard ailé, 2013.

La première formation de hussards est établie par un décret du Sejm (Parlement polonais) en 1503, qui engagea trois bannières (régiments) hongroises. Bientôt, le recrutement commence également parmi les Polonais. Bien moins spécialisés et qualitatifs que les lanciers lourdement blindés de la Renaissance, les hussards serbo-hongrois jouent un rôle assez mineur dans les victoires de la Couronne polonaise du début du XVIe siècle, comme à Orsha (1514) ou à Obertyn (1531). Au cours de la « période de transition » du milieu du XVIe siècle, les hussards lourds remplacent les lanciers blindés traditionnels dans les forces de cavalerie polonaises de l'Obrona potoczna servant à la frontière sud.

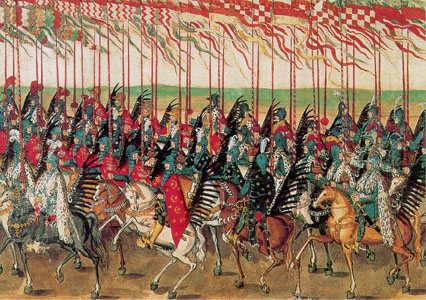
Hussards polonais entrant dans Cracovie, détail du Parchemin de Stockholm (1605).

Le « véritable » hussard ailé apparaît avec les réformes du roi de Pologne et grand-duc de Lituanie Étienne Báthory dans les années 1570. Ceux-ci deviennent vite la cavalerie d'élite de l'armée polono-lituanienne et y constituent une branche distincte des années 1570 jusqu'à 1776, date à laquelle leurs devoirs et traditions furent transmis aux uhlans par un décret parlementaire. La plupart des hussards étaient recrutés parmi la noblesse polonaise la plus riche (la szlachta). Chaque hussard towarzysz (« camarade ») levait son propre poczet (en) ou cortège (un groupe de soldats l'accompagnant). Plusieurs suites étaient combinées pour former une « bannière » ou une compagnie de hussards (chorągiew husarska).
C'est avec la bataille de Lubieszów, en 1577, que commence l'« âge d'or » des hussards ailés. Entre cette date et la bataille de Vienne en 1683, les hussards livrent de nombreuses batailles contre divers ennemis, en remportant la majorité. Dans les batailles de Lubiszew en 1577, Byczyna (1588), bataille de Kokenhausen (en) (1601), Kircholm (1605), Klouchino (1610), Chocim (1621), bataille de Martynów (en) (1624), bataille de Trzciana (en) (1629), bataille d'Ochmatów (1644) (en), Beresteczko (1651), Połonka (1660), Cudnów (1660), Khotyn (1673), Bataille de Lviv (1675) (en), Vienne (1683) et Párkány (1683), ils se sont révélés être le facteur décisif contre des obstacles souvent écrasants. Par exemple, lors de la bataille de Klouchino pendant la guerre polono-moscovite, les Moscovites et les Suédois étaient cinq fois plus nombreux que les Polono-Lituaniens, mais sont malgré tout lourdement défaits par les hussards.

Au fil du temps, le rôle du hussard évolue cependant vers celui de reconnaissance et d'éclaireur avancé. Leurs uniformes deviennent plus élaborés à mesure que les armures et les armes lourdes sont abandonnées. Au XVIIIe siècle, à mesure que les armes à feu de l'infanterie devinrent plus efficaces, la cavalerie lourde, avec ses tactiques de charge et de rupture des unités d'infanterie, devient de plus en plus obsolète et les hussards passent d'une unité de combat d'élite à une unité de parade.
(...) les hommes de la hussarderie portaient des arcs de bois attachés à leur armure à l'arrière et qui s'élevaient au-dessus de leur tête. Ces arcs, ainsi que les plumes hérissées qui en sortaient, étaient teints de différentes couleurs pour imiter les branches de laurier ou les feuilles de palmier, et constituaient un spectacle étrangement beau à contempler – Jędrzej Kitowicz (1728–1804),.

## Tactiques

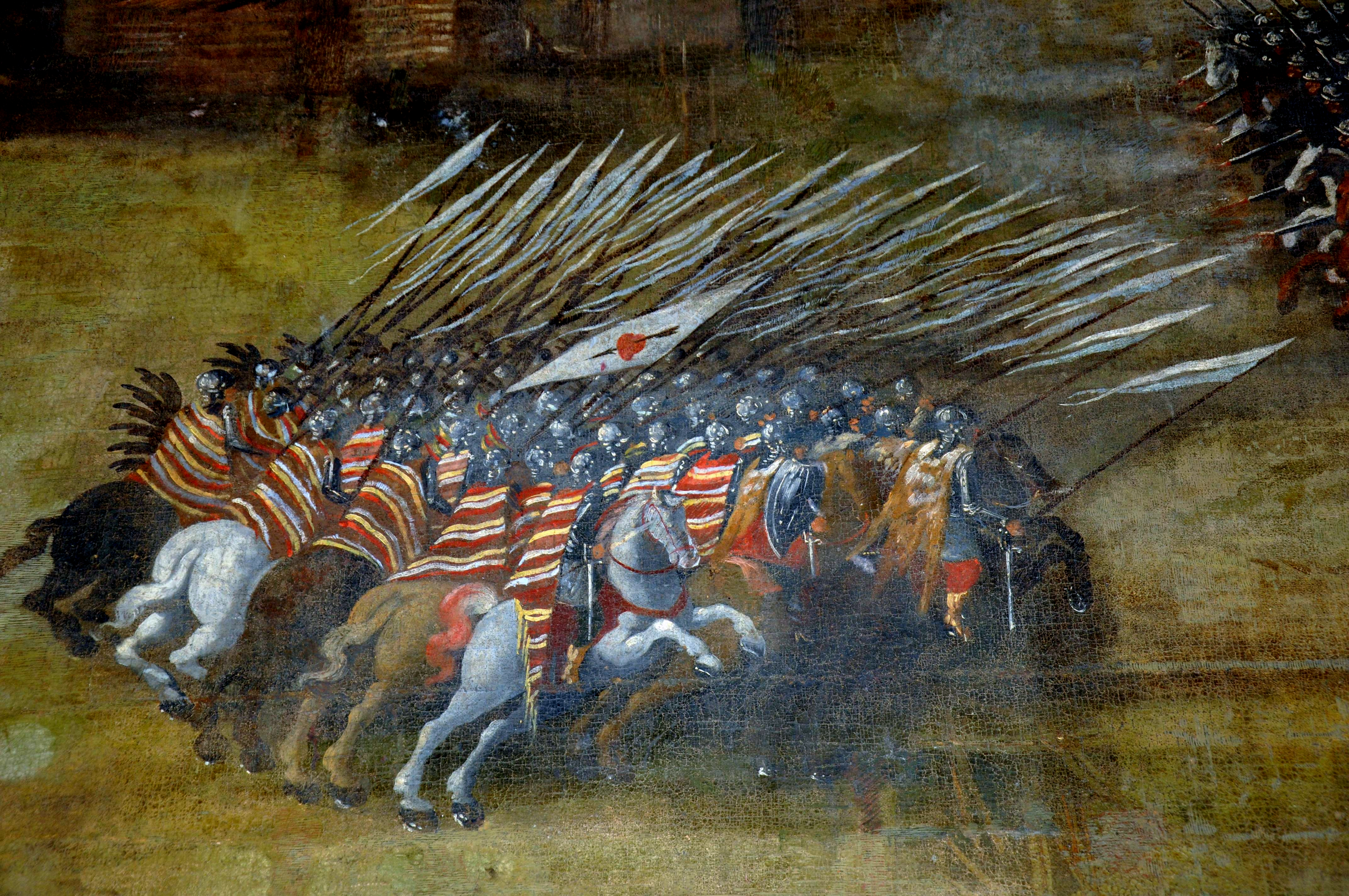
Formation de hussards à la bataille de Klouchino (1610), peinture de Szymon Boguszowicz, 1620.

Les hussards représentaient la cavalerie lourde de la République des Deux Nations. Le towarzysz husarski (compagnon) commandait son propre poczet (lance fournie (en)) composé de deux à cinq serviteurs armés de la même manière que lui ainsi que d'écuyers (czeladnicy) qui s'occupaient des chevaux, de la nourriture, des fournitures, des réparations et du fourrage, en plus de participer souvent à la bataille. La « lance fournie » (son escouade) du hussard faisait partie d'une unité plus large connue sous le nom de bannière (chorągiew). Chaque bannière comportait en moyenne entre 30 et 60 kopia (lances fournies). Le commandant, conformément à son obligation contractuelle, était appelé « rotmistrz », tandis que le commandant de facto était souvent le porucznik (lieutenant). Il y avait aussi un chorąży (enseigne) qui portait le drapeau de la bannière (chorągiew) et pouvait commander la bannière lorsque le porucznik n'en était pas capable. Chaque bannière comprenait en outre une « lance fournie du rotmistrz » qui était plus importante que ses autres lances ; elle incluait les trompettistes et les musiciens. D'autres towarzysze exerçaient des tâches plus spécifiques (maintenir l'ordre, aider aux manœuvres) au sein de la bannière pendant la bataille, mais leurs fonctions exactes demeurent assez mal connues.
La principale tactique de combat des hussards polonais était la charge montée : ils chargeaient sur et à travers l'ennemi. La charge commence à un rythme lent et dans une formation relativement lâche. La formation prend ensuite progressivement de l'allure et resserre les rangs à l'approche de l'ennemi, et atteint son allure la plus élevée et sa formation la plus resserrée immédiatement avant l'engagement. Les hussards avaient tendance à répéter la charge plusieurs fois jusqu'à ce que la formation ennemie soit brisée (ou leur lance, car ils n'avaient pas de lances de rechange). La tactique de la charge par des hussards lourdement blindés fut généralement décisive durant près de deux siècles. Les hussards combattaient avec une kopia (lance), un koncerz (épée poignardante), un szabla (sabre), un ensemble de deux à six pistolets, souvent une carabine ou une arquebuse (connue en polonais sous le nom de bandolet) et parfois un marteau de guerre ou une hache de combat légère. La selle plus légère de style ottoman permettait d'utiliser davantage d'armures, tant pour les chevaux que pour les guerriers. De plus, les chevaux étaient élevés pour être particulièrement intrépides et résistants, et ils pouvaient courir assez vite avec une lourde charge tout en récupérant rapidement. Il s'agissait d'hybrides d'une ancienne lignée équine polonaise et de chevaux orientaux, généralement issus de tribus tatares. En conséquence, un cheval pourrait parcourir des centaines de kilomètres avec plus de 100kg de charge (les hussards avec leur armure et leurs armes) et charger instantanément. Les chevaux des hussards étaient également très agiles et maniables. Cela permettait aux hussards de combattre avec n'importe quelle force de cavalerie ou d'infanterie, des cuirassiers lourds aux Tatars légers et rapides. La vente d'un cheval de hussard (parfois appelé « tarpan ») à une personne extérieure à la République des Deux Nations était de ce fait passible de la peine de mort.

## Armure et armement

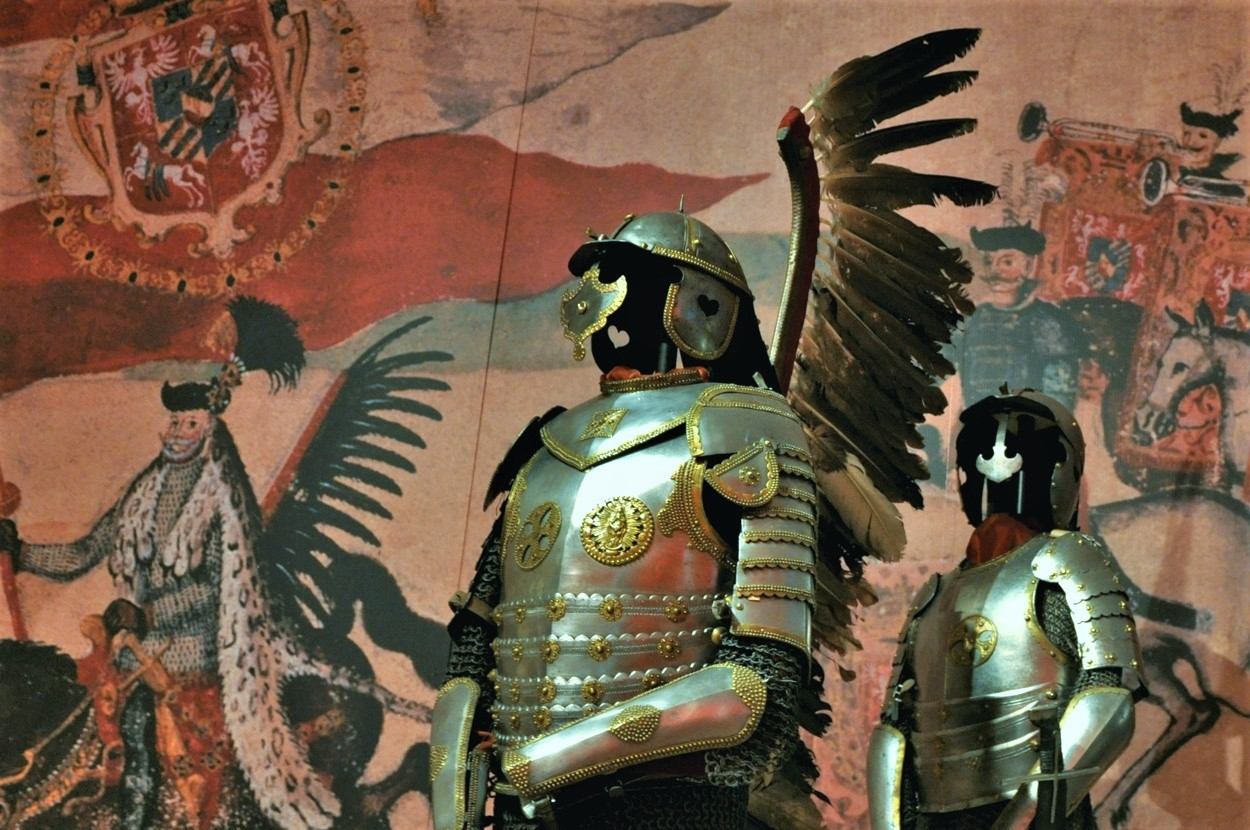
Demi-armure de hussard du milieu du XVIIe siècle, Musée national de Cracovie.
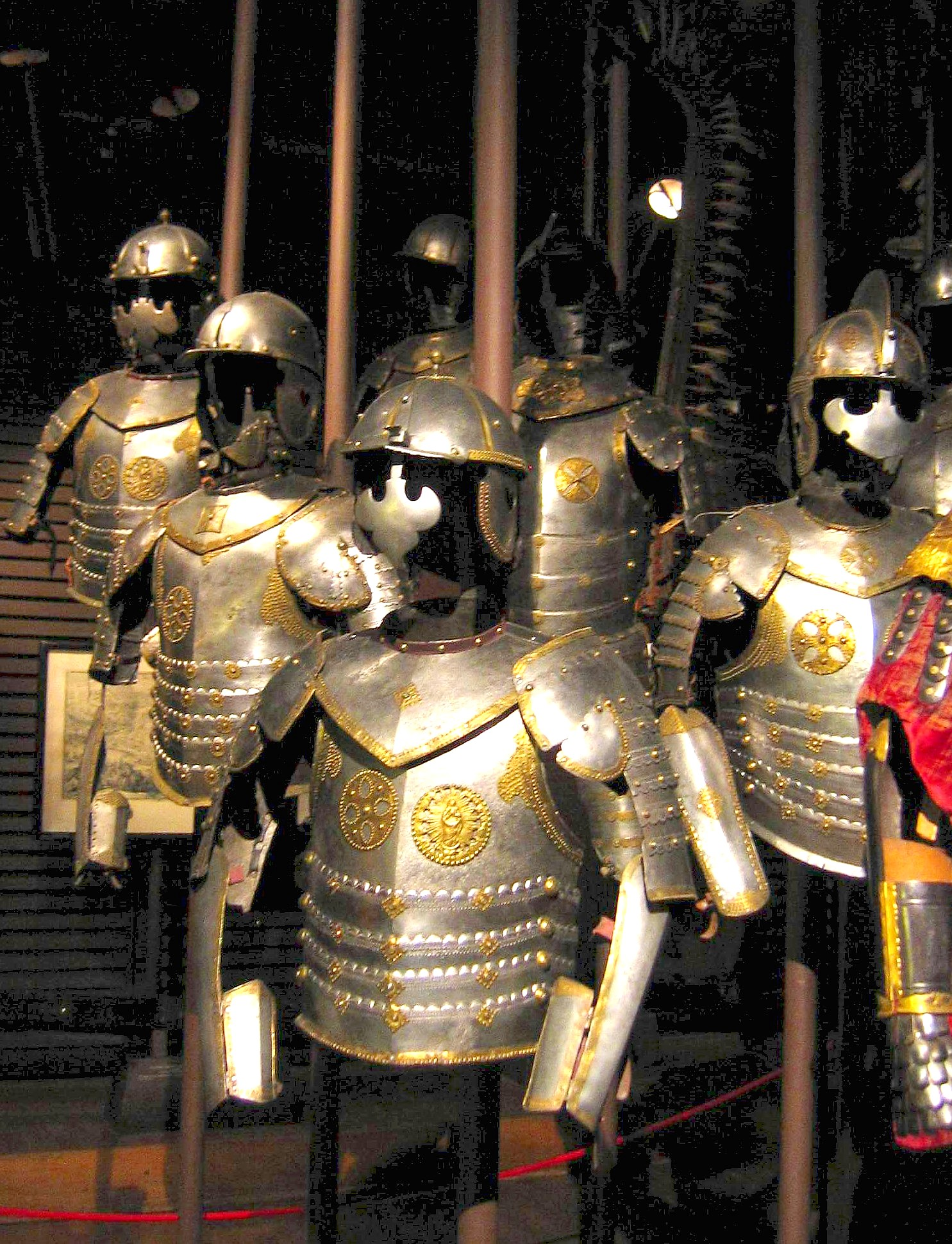
Armure de hussard, datant de la première moitié du XVIIe siècle, Musée de l'Armée polonaise à Varsovie.
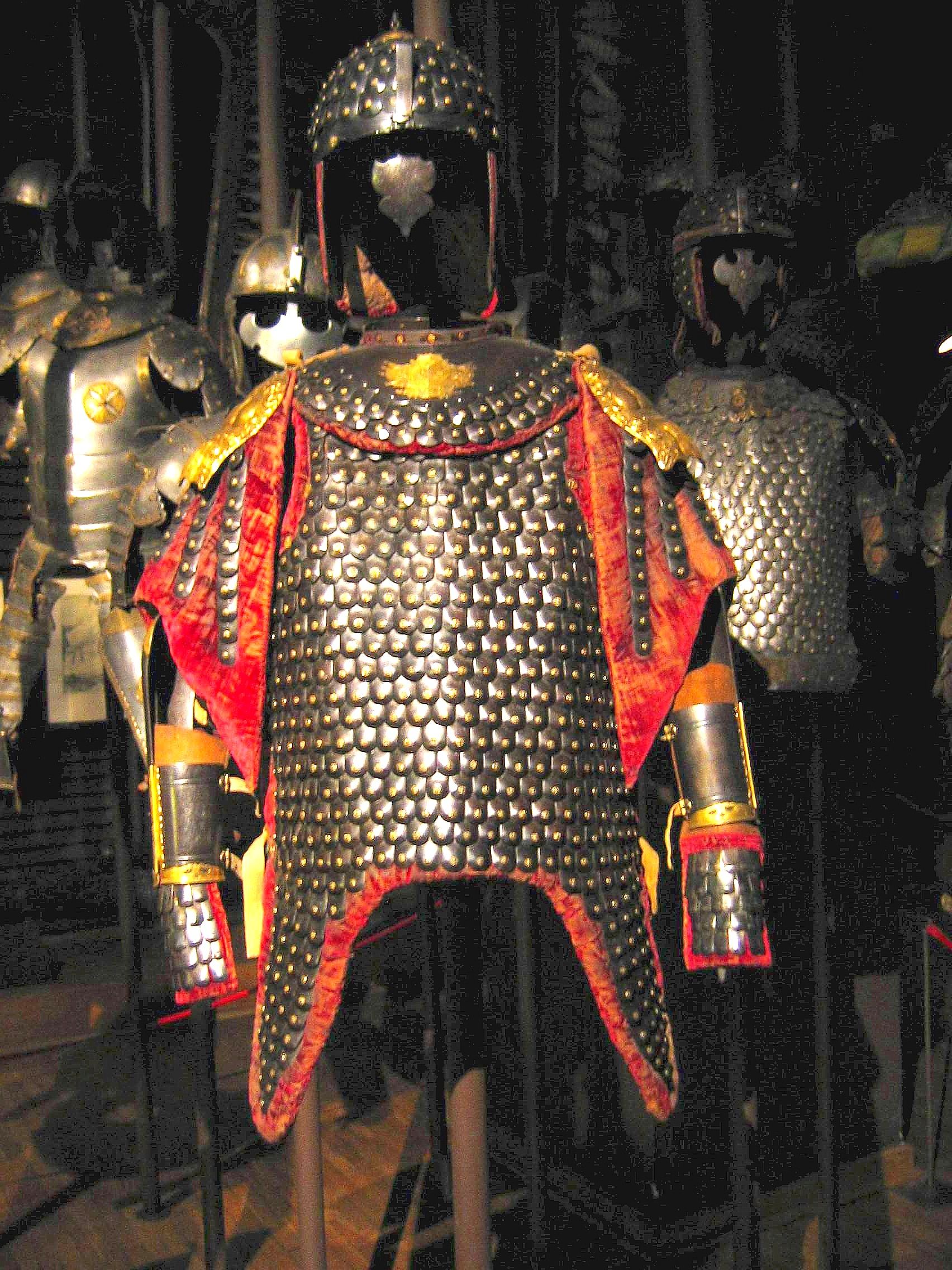
Cotte de mailles du roi Jean III Sobieski.
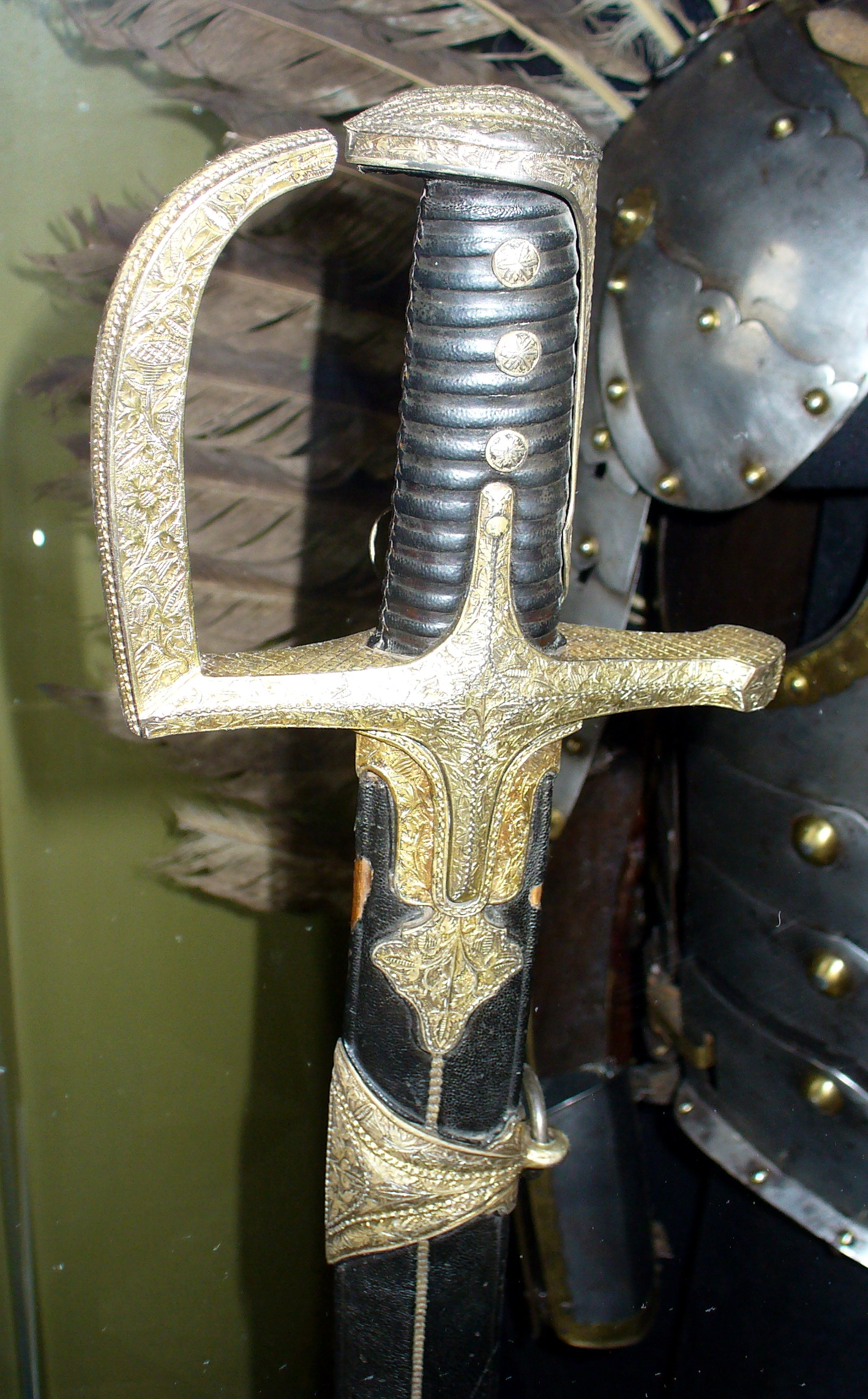
Sabre de hussard polonais (szabla).
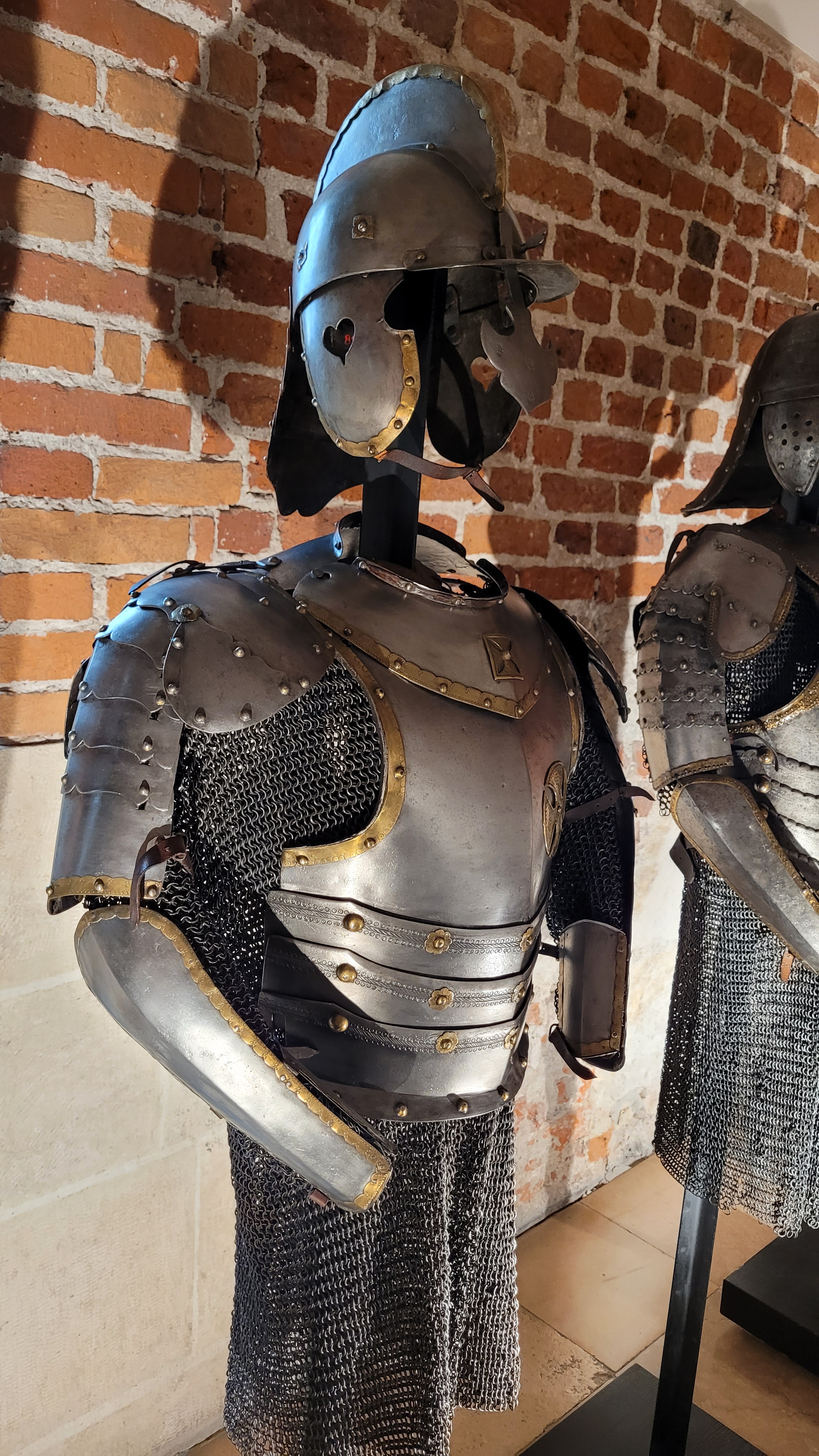
Casque de hussard de type Bourguignotte, Château de Wawel.
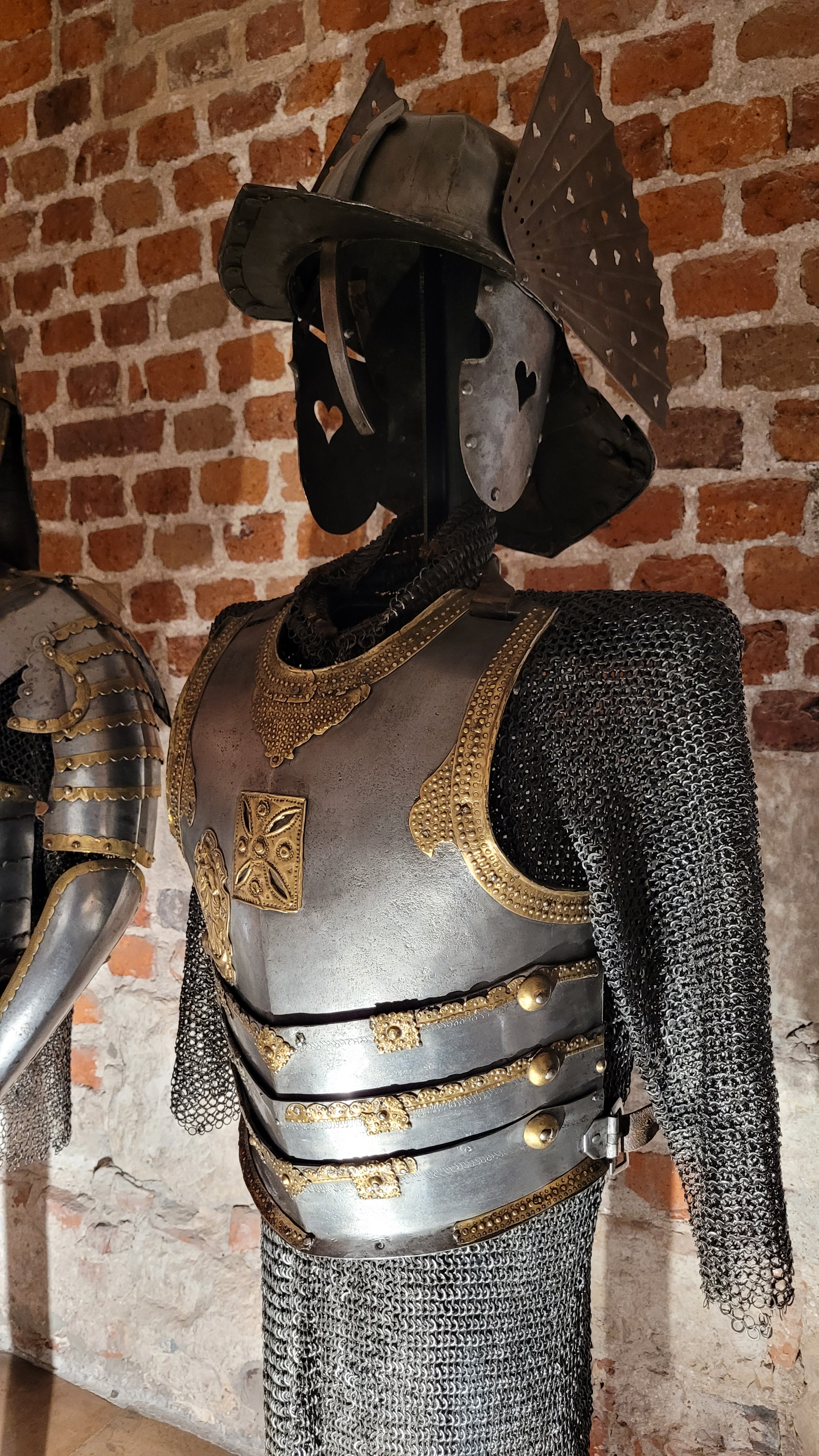
Casque de hussard à queue de homard et ailes latérales, Château de Wawel.

Les towarzysz des hussards étaient tenus de fournir les armes et les armures pour eux-mêmes et leurs serviteurs, à l'exception de la lance qui était fournie par le roi. Les chevaux de chaque « lance fournie » étaient également aux frais de chaque towarzysz. 
La lance était la principale arme offensive du hussard. Les lances polonaises étaient plus longues que les originales, hongroises ou balkaniques ; mais, tout comme ces dernières, elles étaient évidées, avec deux moitiés collées ensemble et peintes, et étaient souvent richement dorées. Elles étaient généralement fabriqués en bois de sapin, la pointe de la lance étant en acier forgé. Elles étaient en outre dotées d'une gałka, une grosse boule en bois qui servait de garde-poignée. Les lances du hussard mesuraient généralement entre 4,5 et 6 mètres de longueur et étaient fournis par le roi ou le propriétaire de la bannière, et non par les soldats réguliers. Un grand fanion en soie ou en taffetas était attaché à la lance, juste sous la pointe. Un autre type de lance, connu sous le nom de demi-lance ou kopijka, mesurait de 3 à 3,5 mètres de long et était utilisé contre les Tatars et les Turcs dans les guerres de la fin du XVIIe siècle.

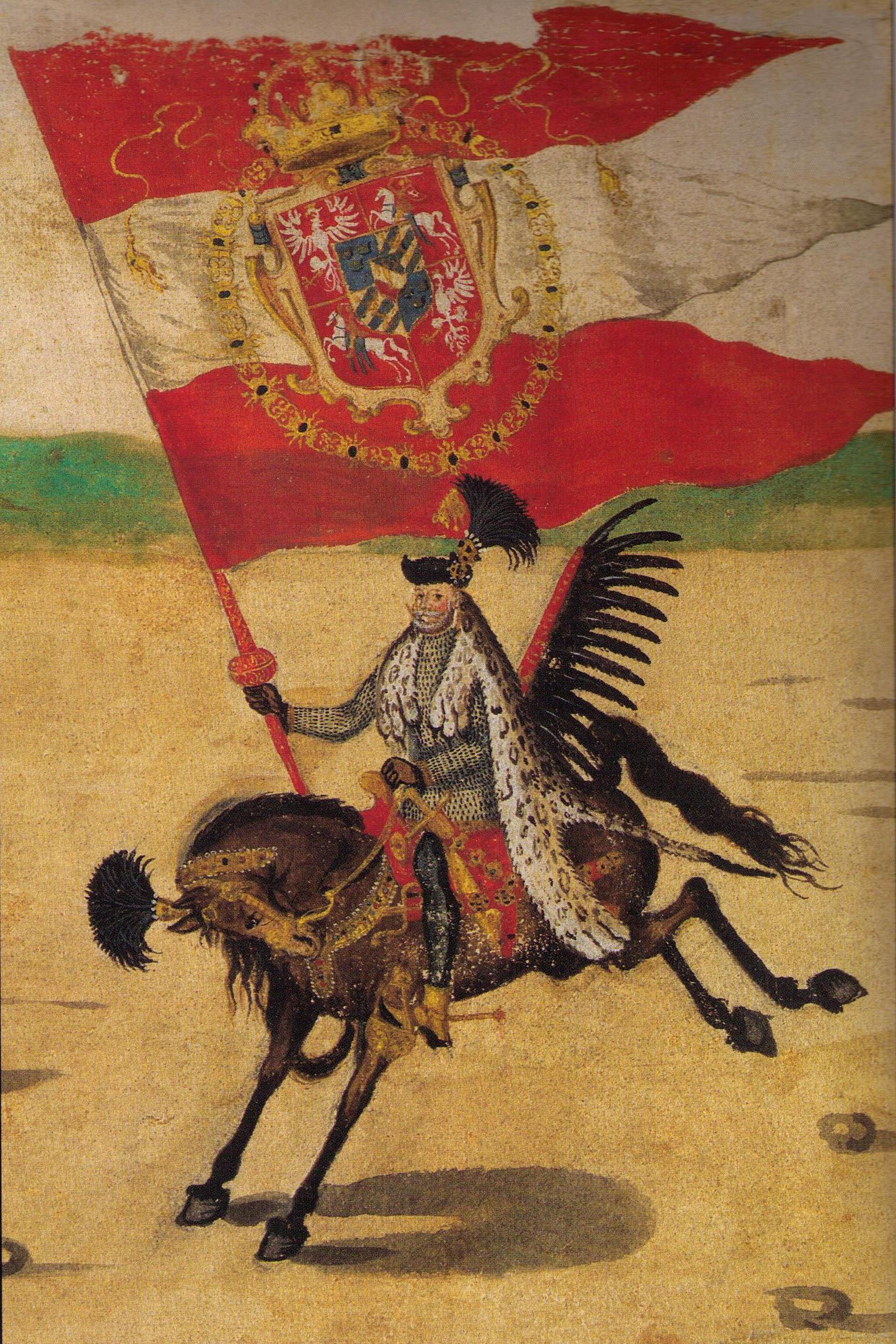
Grand porte-étendard de la couronne du royaume de Pologne (Chorąży Wielki Koronny) tel que représenté sur le Parchemin de Stockholm (vers 1605).

Le towarzysz portait sous sa cuisse gauche un koncerz (en) (une épée polonaise mesurant jusqu'à 1,5 mètres de longueur) et, souvent, un palasz (un type d'épée large) sous sa cuisse droite. La szabla (en) était portée du côté gauche.
Les hussards portaient parfois des armes supplémentaires, comme un nadziak ainsi qu'un ou deux pistolets à rouet (plus tard à silex) dans les étuis de selle, tandis que les serviteurs pouvaient également porter un pistolet ou une arquebuse légère à rouet ou une carabine ; à partir des années 1680, la carabine devient obligatoire pour les serviteurs.
Il est également possible que les hussards aient porté un arc composite tatar ou turc avec un carquois, en particulier après le milieu du XVIIe siècle. Durant la première moitié du XVIIIe siècle, lorsqu'il était en tenue civile, le compagnon hussard portait un arc dans un étui pour indiquer son statut militaire. Pourtant, les arcs dans des étuis étaient portés par tous les officiers de cavalerie de l'armée nationale jusqu'aux réformes des années 1770, y compris les unités de uhlans du service saxon.
L'armure du hussard était légère, pesant généralement autour de 15 kg, ce qui leur permet d'être relativement rapides et de permettre à leurs chevaux de galoper à pleine vitesse pendant de longues périodes. À partir des années 1670, la cotte de mailles fut utilisée lors des combats contre les Tatars musulmans dans les régions frontalières du sud-est.
Le towarzysz portait généralement une peau de bête (léopard, tigre, jaguar ou lion) sur son épaule gauche, ou enroulée autour de ses hanches. Les peaux de loup, d'ours brun et de lynx étaient réservées aux chefs et aux vétérans (starszyzna).

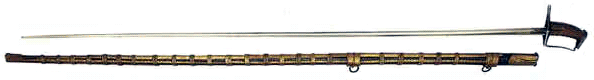
Koncerz husarski – Le Koncerz est un type d'épée poignardante des hussards polonais, souvent utilisée contre des adversaires lourdement blindés.

## Héritage
Les hussards polonais sont représentés sur la pièce d'or commémorative de 500 zlotys.

Insigne de la 11e division de cavalerie blindée polonaise représentant une aile de hussard stylisée et un casque.

L'insigne de la 11e division de cavalerie blindée de l'armée polonaise présente une aile et un casque de hussard stylisés. Le patron de la division est Jan III Sobieski, qui a dirigé les hussards ailés à la bataille de Vienne, et l'insigne commémoratif de l'unité porte l'inscription « Vienne 1683 ».
En 2016, le groupe de métal suédois Sabaton a écrit la chanson « Winged Hussars » pour son album The Last Stand. La chanson parle de la bataille de Vienne en 1683 et de la charge des hussards qui a contribué à vaincre les Ottomans.
Le 1er mai 2024, la Pologne a annoncé que les avions de chasse F-35 de sa flotte s'appelleraient « Husarz » en l'honneur des hussards.

### Citations
1. ↑  Plewczyński 1994, p. 47
2. ↑  Brzezinski 1987, p. 14
3. ↑  Plewczyński 1995, p. 109, 215
4. ↑  Anna Wasilkowska, Husaria: The Winged Horsemen, Warszaw, Interpress, 1998, 6–7 p. (ISBN 8322326823)
5. ↑  (pl) Jędrzej Kitowicz, Opis obyczajów i dziejów za panowania Augusta III, Petersburg i Mohylew, Bolesław M. Wolff, 1855
6. ↑  (pl) « Husaria w Kętrzynie », Hodowca i Jeździec, 4 octobre 2012
7. ↑  (pl) Sikora, « Ciekawostki na temat husarii, o których nie uczyli Cię w szkole », Ciekawostki Historyczne, 17 janvier 2019 (consulté le 10 juin 2021)
8. ↑  (pl) « Husarzy na monetach », Onet Wiadomosci, 24 janvier 2009 (consulté le 10 juillet 2021)
9. 1 2  « 11th Lubuska Armored Cavalry Division: Colours and symbols », Wojsko Polskie (consulté le 23 novembre 2022)
10. ↑  « Winged Hussars – Lyrics », Sabaton.net (consulté le 10 juillet 2021)
11. ↑  Oliver Parken, « Poland's Future F-35s Have Been Officially Named 'Husarz' », The War Zone,‎ 29 avril 2024 (lire en ligne)